# 퍼니 게임
《퍼니 게임》(Funny Games)은 1997년에 공개된 오스트리아의 영화이다.

## 출연

### 주연
- 수잔느 로터
- 울리히 뮤흐
- 아르노 프리스치
- 프랑크 지에링

### 조연
- 도리스 컨스트먼

## 기타
- 미술: 크리스토프 캔터
- 의상: 리지 크리스틸